# Grand Prix automobile de Tripoli 1929
Le Grand Prix automobile de Tripoli 1929 (V Gran Premio di Tripoli) est un Grand Prix qui s'est tenu à Tripoli le 24 mars 1929 et disputé par trois classes : les véhicules de moins de 1 100 cm3, les véhicules de moins de 1 500 cm3 et les véhicules de moins de 2 000 cm3.

## Grille de départ
| 1re ligne | Pos. 2               | Pos. 1               |
| --------- | -------------------- | -------------------- |
|           | Arcangeli Talbot     | Nuvolari Bugatti     |
| 2e ligne  | Pos. 4               | Pos. 3               |
|           | Fisauli Maserati     | Varzi Alfa Romeo     |
| 3e ligne  | Pos. 6               | Pos. 5               |
|           | C. Nenzioni Maserati | Cucinotta Maserati   |
| 4e ligne  | Pos. 8               | Pos. 7               |
|           | Cortese Bugatti      | Borzacchini Maserati |
| 5e ligne  | Pos. 10              | Pos. 9               |
|           | Cracchi Bugatti      | Ruggeri Maserati     |
| 6e ligne  | Pos. 12              | Pos. 11              |
|           | Brilli-Peri Talbot   | G. Nenzioni Bugatti  |
| 7e ligne  | Pos. 14              | Pos. 13              |
|           | Bisighin Lombard     | Fagioli Salmson      |
| 8e ligne  | Pos. 16              | Pos. 15              |
|           | Moradei Salmson      | Castelbarco Amilcar  |
| 9e ligne  | Pos. 18              | Pos. 17              |
|           | Premoli Salmson      | Biondetti Salmson    |

## Classement de la course

### Classement de la course des voitures de plus de1 500cm3
| Pos  | no | Pilote                           | Écurie                    | Châssis            | Tours | Temps/Abandon                          | Grille |
| ---- | -- | -------------------------------- | ------------------------- | ------------------ | ----- | -------------------------------------- | ------ |
| 1    | 24 | Gastone Brilli-Peri              | Scuderia Materassi        | Talbot 700         | 16    | 3 h 7 min 45 s (134,0 km/h)            | 12     |
| 2    | 14 | Baconin Borzacchini              | Officine Alfieri Maserati | Maserati Tipo 26 R | 16    | 3 h 8 min 39 s 4 (133,3 km/h) + 54 s 4 | 7      |
| 3    | 2  | Tazio Nuvolari                   | Scuderia Nuvolari         | Bugatti Type 35C   | 16    | + 6 min 46 s 4                         | 1      |
| 4    | 18 | Amadeo Ruggeri                   | Privé                     | Maserati Tipo 26   | 16    | + 14 min 20 s 4                        | 9      |
| 5    | 12 | Cleto Nenzioni                   | Privé                     | Maserati Tipo 26 B | 16    | + 26 min 41 s 4                        | 6      |
| 6    | 22 | Giampietro Nenzioni              | Privé                     | Bugatti Type 37    | 16    | + 33 min 47 s 6                        | 11     |
| 7    | 10 | Letterio Mario Cucinotta Piccolo | Privé                     | Maserati Tipo 26 B | 14    | + 2 tours                              | 5      |
| Abd. | 8  | Federico Fisauli                 | Privé                     | Maserati Tipo 26   | 13    | Abandon                                | 4      |
| Abd. | 16 | Franco Cortese                   | Privé                     | Bugatti Type 37    | 12    | Moteur                                 | 8      |
| Abd. | 6  | Achille Varzi                    | Privé                     | Alfa Romeo P2      | 7     | Réservoir d'essence percé              | 3      |
| Abd. | 20 | Enrico Cracchi                   | Privé                     | Bugatti Type 37    | 3     | Abandon                                | 10     |
| Abd. | 4  | Luigi Arcangeli                  | Scuderia Materassi        | Talbot 700         | 0     | Différentiel                           | 2      |

- Légende: Abd.=Abandon ; Np.=Non partant

### Classement de la course des voitures de moins de1 100cm3
| Pos  | no | Pilote             | Écurie             | Châssis | Tours | Temps/Abandon                 | Grille |
| ---- | -- | ------------------ | ------------------ | ------- | ----- | ----------------------------- | ------ |
| 1    | 36 | Clemente Biondetti | Scuderia Materassi | Salmson | 14    | 3 h 27 min 5 s 0 (106,3 km/h) | 17     |
| 2    | 26 | Luigi Fagioli      | Privé              | Salmson | 14    | + 0 s 2                       | 13     |
| Abd. | 32 | Luigi Castelbarco  | Privé              | Amilcar | 10    |                               | 15     |
| Abd. | 38 | Luigi Premoli      | Privé              | Salmson | 2     |                               | 18     |
| Abd. | 34 | Mario Moradei      | Privé              | Salmson | 1     |                               | 16     |
| Abd. | 30 | Ruggiero Bisighin  | Privé              | Lombard | 1     |                               | 14     |

## Pole position et record du tour
- Pole position :  Tazio Nuvolari (Bugatti) par tirage au sort.
- Meilleur tour en course
  - Groupe 1 (2 000 cm3) :  Baconin Borzacchini (Maserati) en 11 min 10 s 2 (140,7 km/h) au septième tour.
  - Groupe 2 (1 500 cm3) :  Gastone Brilli-Peri (Talbot) en 10 min 56 s 2 (143,7 km/h) au treizième tour.
  - Groupe 3 (1 100 cm3) :  Luigi Fagioli (Salmson) en 13 min 3 s 2 (120,4 km/h) au septième tour.

## Tours en tête
- Achille Varzi : 1 tours (1)
- Tazio Nuvolari : 3 tours (2-4)
- Gastone Brilli-Peri : 5 tours (5-6 / 14-16)
- Baconin Borzacchini : 7 tours (7-13)